# Filtracija
Filtracija je postopek ločevanja tekočine in trdne snovi suspendirane v njej, pri katerem tekočina prehaja skozi medij (filter), ki je nepropusten za trdno snov. Velikost delcev trdnine, ki jih filter zadrži, je odvisna od velikosti odprtin v njem. Kot metoda za prečiščevanje je nepopolna - zaradi kapilarnosti ostane nekaj tekočine med delci trdnine, v tekočini pa ostanejo delci, ki so manjši od premera odprtin filtra.
Filtracija je eden od načinov sprejemanja hrane pri živalih, temelji pa na precejanju drobnih organizmov in organskih delcev (detrita) v vodi. Živali, ki se prehranjujejo na ta način imenujemo filtratorji.